# ヘキサメチレンテトラミン
ヘキサメチレンテトラミン （hexamethylenetetramine，HMT）は、4個の窒素原子がメチレンによってつながれた構造を持つ複素環化合物である。ヘキサミン (hexamine) あるいは1,3,5,7-テトラアザアダマンタンとも呼ばれる。無色で光沢のある結晶もしくは白色結晶性の粉末である。

## 利用
医療においては、膀胱炎、尿路感染症、腎盂腎炎の治療に用いられ、日新製薬（山形県天童市）からヘキサミン静注液 2g「ニッシン」として販売されている。これは、ヘキサミンが尿内でホルムアルデヒドに分解し、尿が防腐性を持つことを利用したものである。このため、腎不全の患者には禁忌である。また、尿をアルカリ性にする炭酸水素ナトリウムなども効果を減衰させるため禁忌である。
また、生物学の分類学や生態学の研究現場では、脊椎動物や甲殻類の標本をホルマリン固定で保存するときに、標本の脱灰を防止するために添加することがある。通常ホルマリンの原液にヘキサメチレンテトラミンを飽和させ、これを3～5%に希釈して使用する。ホルマリンに含まれるホルムアルデヒドは酸化して徐々にギ酸に変化する。これらの動物の硬組織は石灰質（リン酸カルシウムや炭酸カルシウム）によって硬化したもので、ギ酸によっても脱灰を生ずる。ヘキサメチレンテトラミンは水中でアンモニアとホルムアルデヒドとに分解するため、このアンモニアがギ酸を中和する。
食品用防腐保存剤としても用いられる。EUでは使用許可食品添加物リストのE番号に保存料として掲載されており、チーズに添加されることがある。ロシアでも塩蔵のイクラにしばしば添加される。アメリカ合衆国、オーストラリア、ニュージーランドでは食品添加物として承認されていない。
産業面では化学工業において樹脂や合成ゴムなどを製造する際の硬化剤として用いられる。
RDX爆薬を製造する際の原料ともなる。ヘキサメチレンテトラミン単体、もしくは1,3,5-トリオキサンと合わせて固めたものは、野外で使う固形燃料として用いられる。

## 帝国陸軍での米飯用防腐剤としての利用
川島四郎（陸軍主計少将、農学博士、戦後は栄養学者）は、帝国陸軍においてヘキサメチレンテトラミンを米飯用防腐剤として大々的に活用した旨を、下記のように述べている。
- ヘキサメチレンテトラミンを0.02％溶かした水で炊飯することで、食味や見た目を一切損なわずに、「炊いた米飯を、真夏に常温で4日間放置しても腐敗しない」効果が得られた。炊飯中の加熱によって微量のホルマリンが生成されて米飯を殺菌し、炊飯後も細菌の繁殖を許さないという原理である。
- 上記の米飯には微量のホルマリンが含まれるが、ネズミによる3週間の連食実験・川島自らによる4日間の連食実験により、健康への影響が一切無いことを確認できた。
- さらに、「ヘキサメチレンテトラミンを0.02％溶かした水」にグルタミン酸ナトリウム（味の素）を添加して炊飯することで、防腐効果はそのままで、余分なホルマリンが消滅し、かつ食味が向上すると判明した。
- 「ヘキサメチレンテトラミンとグルタミン酸ナトリウムを混合した錠剤」を開発し、陸軍諸部隊で広く利用した。

## 法規制

### 日本
- 海洋汚染等及び海上災害の防止に関する法律（海洋汚染防止法）：D類物質等
- 特定化学物質の環境への排出量の把握等及び管理の改善の促進に関する法律（化学物質排出把握管理促進法、PRTR法）：第一種指定化学物質
- 食品衛生法：指定外添加物

## 環境汚染と水道水汚染
ヘキサメチレンテトラミンの不適切な処理が問題になったことがある。2012年5月、埼玉県本庄市の電子材料メーカーが、群馬県高崎市の産業廃棄物処理業者にヘキサメチレンテトラミン10.8 トンを含んだ廃液65.91 トンの処理を委託した。
この電子材料メーカーは廃液のサンプルを産業廃棄物処理業者に渡して「処理できる」との回答を得た上で処理の委託を行った。しかし、この電子材料メーカーは廃液中にヘキサメチレンテトラミンが大量に含まれていることを明示的に伝えていなかったため、産業廃棄物処理業者はこのことを認識していなかった。結果として、産業廃棄物処理業者は処理を受託した廃液に対して中和処理こそ施したものの、ヘキサメチレンテトラミンを積極的に分解するような処理を行わずに利根川水系の烏川へと放流し、少なくとも5トン前後のヘキサメチレンテトラミンが河川水中へと断続的に流入し続けた。
河川水中でヘキサメチレンテトラミンは比較的安定であるものの、ヘキサメチレンテトラミンを含む水に対して塩素消毒を行うとホルムアルデヒドとアンモニアに分解する。このうちアンモニアは有害物質ではあるものの、塩素消毒でクロラミンとなって除かれる。しかしホルムアルデヒドはそのようなわけにはいかず、しかも発がん性のある物質であり、日本では一定濃度以上含んだ水を水道水として供給できないことが定められている。
2012年、鳥川よりも下流の利根川や、利根川の派川である江戸川から取水している水道水を作るための浄水場では、塩素消毒によってヘキサメチレンテトラミンから大量のホルムアルデヒドが発生。一部の浄水場では日本における水道水の水質基準を超えるホルムアルデヒドが水道水中から検出されるに至った。やむを得ず一部の浄水場では取水が停止され、結果として約35万世帯が断水する事態となった。この事件について群馬県警察が捜査を行ったものの、捜査時点でヘキサメチレンテトラミンの放流を直接規制する法制が日本では整備されていないことから立件はされず、埼玉県による排出事業者への行政指導に留められることとなった。